# Campeonato Rondoniense 2023
El Campeonato Rondoniense de Fútbol 2023 fue la 78.ª edición de la primera división de fútbol del estado de Rondonia. El torneo fue organizado por la Federação de Futebol do Estado de Rondônia (FFER). El torneo comenzó el 25 de febrero y finalizó el 20 de mayo.
Porto Velho se consagró campeón estatal por tercera vez en su historia tras vencer en la final a Ji-Paraná con un marcador global de 1-0.

## Sistema de juego[2]

### Primera fase
Los 8 equipos se enfrentan en modalidad de todos contra todos a una sola rueda. Culminadas las siete fechas, el equipo en primer lugar clasificará a la final estadual, además de clasificar a la segunda fase junto a los equipos que se ubiquen del segundo al cuarto puesto. El equipo que termine en último puesto en esta fase perderá la categoría.

### Segunda fase
- Semifinales: Los enfrentamientos se emparejan con respecto al puntaje de la primera fase, de la siguiente forma:
  - 1.º vs. 4.º
  - 2.º vs. 3.º

- Final: Los dos ganadores de las semifinales disputan la final.

- Nota 1: El equipo con menor puntaje al momento del enfrentamiento, es local en el partido de ida.
- Nota 2: En caso de empate en puntos y diferencia de goles en cualquier llave, se definirá en tanda de penales.

### Final estadual
Se enfrentan los ganadores de la primera y segunda fase en partidos de ida y vuelta. Si tras terminar los dos partidos están igualados en puntos y en diferencia de goles, se disputará una tanda de penales.
- En caso un equipo gane tanto la primera como la segunda fase, será proclamado campeón automáticamente.

## Equipos participantes

### Ascensos y descensos
En la temporada pasada hubo seis participantes, por lo cual no hubo descensos. A estos seis se les sumarían el campeón y subcampeón del torneo de Segunda División 2022, para así tener ocho equipos en el torneo presente. Vilhenense y Ji-Paraná fueron los equipos que obtuvieron los ascensos. Posteriormente, Pimentense (equipo que terminó en sexta posición en el torneo pasado) anunció que no participaría del torneo debido a problemas económicos y a que no puede utilizar el estadio donde suele ser local, con lo cual su vacante fue reemplazada por el tercer posicionado en el torneo de ascenso: Guaporé.
| Pos. | Descendido a la Segunda División 2023 |
| ---- | ------------------------------------- |
| 6.º  | Pimentense                            |

| Pos. | Ascendidos de la Segunda División 2022 |
| ---- | -------------------------------------- |
| 1.º  | Vilhenense                             |
| 2.º  | Ji-Paraná                              |
| 3.º  | Guaporé                                |

### Información de los equipos
| Equipo           | Ciudad         | Estadio (Capacidad)       | Posición 2022      | Títulos (último) |
| ---------------- | -------------- | ------------------------- | ------------------ | ---------------- |
| Genus            | Porto Velho    | Aluizão (7000)            | 3.º                | 1 (2015)         |
| Guaporé          | Rolim de Moura | Cassolão (5000)           | 3.º (2.ª división) | 0                |
| Ji-Paraná        | Ji-Paraná      | Biancão (5000)            | 2.º (2.ª división) | 9 (2012)         |
| Porto Velho      | Porto Velho    | Aluizão (7000)            | 4.º                | 2 (2021)         |
| Real Ariquemes   | Ariquemes      | Valerião (5000)           | Campeón            | 3 (2022)         |
| Rondoniense      | Porto Velho    | Aluizão (7000)            | 5.º                | 1 (2016)         |
| União Cacoalense | Cacoal         | Aglair Tonelli (8000)     | 2.º                | 2 (2004)         |
| Vilhenense       | Vilhena        | Portal da Amazônia (7000) | 1.º (2.ª división) | 1 (2019)         |

| Crecimiento | Equipos provenientes del Campeonato Rondoniense de Segunda División 2022. |

## Primera fase

### Tabla de posiciones
| Pos. | Equipo           | Pts. | PJ | G | E | P | GF | GC | Dif. | Clasificación          |
| ---- | ---------------- | ---- | -- | - | - | - | -- | -- | ---- | ---------------------- |
| 1    | Porto Velho      | 16   | 7  | 5 | 1 | 1 | 13 | 5  | +8   | Final y Segunda fase.  |
| 2    | União Cacoalense | 15   | 7  | 5 | 0 | 2 | 11 | 5  | +6   | Segunda fase.          |
| 3    | Real Ariquemes   | 13   | 7  | 4 | 1 | 2 | 10 | 5  | +5   | Segunda fase.          |
| 4    | Ji-Paraná        | 11   | 7  | 3 | 2 | 2 | 8  | 4  | +4   | Segunda fase.          |
| 5    | Guaporé          | 10   | 7  | 3 | 1 | 3 | 5  | 4  | +1   |                        |
| 6    | Vilhenense       | 9    | 7  | 2 | 3 | 2 | 4  | 6  | −2   |                        |
| 7    | Genus            | 4    | 7  | 1 | 1 | 5 | 4  | 15 | −11  |                        |
| 8    | Rondoniense      | 1    | 7  | 0 | 1 | 6 | 1  | 12 | −11  | Descenso de categoría. |

 Fuente: FFER
Criterios de clasificación: 1) Puntos; 2) Partidos ganados; 3) Diferencia de gol; 4) Goles anotados; 5) Enfrentamiento directo entre los equipos en cuestión; 6) Menor cantidad de tarjetas rojas; 7) Menor cantidad de tarjetas amarillas; 8) Sorteo.

### Resultados
| Local \ Visitante | GEN | GUA | JIP | PVE | AQM | RON | UNI | VIL |
| ----------------- | --- | --- | --- | --- | --- | --- | --- | --- |
| Genus             | —   | 1–3 | —   | 1–4 | 0–3 | —   | —   | —   |
| Guaporé           | —   | —   | 0–0 | 1–0 | —   | 1–0 | 0–1 | —   |
| Ji-Paraná         | 3–0 | —   | —   | —   | —   | 1–1 | 3–0 | 1–0 |
| Porto Velho       | —   | —   | 1–0 | —   | —   | 3–0 | 1–0 | —   |
| Real Ariquemes    | —   | 1–0 | 2–0 | 1–2 | —   | —   | —   | 0–0 |
| Rondoniense       | 0–1 | —   | —   | —   | 0–3 | —   | 0–2 | —   |
| União Cacoalense  | 2–1 | —   | —   | —   | 3–0 | —   | —   | 3–0 |
| Vilhenense        | 0–0 | 1–0 | —   | 2–2 | —   | 1–0 | —   | —   |

## Segunda fase

#### Cuadro de desarrollo
|  | Semifinales       | Semifinales       | Semifinales       | Semifinales       | Semifinales       |   |   | Final                    | Final                    | Final                    | Final                    | Final                    |  |
|  | 16 al 23 de abril | 16 al 23 de abril | 16 al 23 de abril | 16 al 23 de abril | 16 al 23 de abril |   |   | 30 de abril y 10 de mayo | 30 de abril y 10 de mayo | 30 de abril y 10 de mayo | 30 de abril y 10 de mayo | 30 de abril y 10 de mayo |  |
|  |                   |                   |                   |                   |                   |   |   |                          |                          |                          |                          |                          |  |
|  |                   |                   |                   |                   |                   |   |   |                          |                          |                          |                          |                          |  |
|  | 2                 | União Cacoalense  | 0                 | 0                 | 0                 |   |   |                          |                          |                          |                          |                          |  |
|  | 2                 | União Cacoalense  | 0                 | 0                 | 0                 |   |   |                          |                          |                          |                          |                          |  |
|  | 3                 | Real Ariquemes    | 0                 | 2                 | 2                 |   |   |                          |                          |                          |                          |                          |  |
|  | 3                 | Real Ariquemes    | 0                 | 2                 | 2                 |   | 3 | Real Ariquemes           | 0                        | 2                        | 2                        |                          |  |
|  |                   |                   |                   |                   |                   |   | 3 | Real Ariquemes           | 0                        | 2                        | 2                        |                          |  |
|  |                   |                   | 4                 | Ji-Paraná         | 1                 | 2 | 3 |                          |                          |                          |                          |                          |  |
|  | 1                 | Porto Velho       | 4                 | Ji-Paraná         | 1                 | 2 | 3 | 1                        | 1                        | 2 (2)                    |                          |                          |  |
|  | 1                 | Porto Velho       |                   |                   |                   |   |   | 1                        | 1                        | 2 (2)                    |                          |                          |  |
|  | 4                 | Ji-Paraná (p)     | 2                 | 0                 | 2 (3)             |   |   |                          |                          |                          |                          |                          |  |
|  | 4                 | Ji-Paraná (p)     | 2                 | 0                 | 2 (3)             |   |   |                          |                          |                          |                          |                          |  |
|  |                   |                   |                   |                   |                   |   |   |                          |                          |                          |                          |                          |  |

Nota: El equipo que ocupa la primera línea es el que define la serie como local.

## Final
| 14 de mayo, 15:30 (UTC-4) | Ji-Paraná | 0:1 (0:1) | Porto Velho          | Estadio José de Abreu Bianco, Ji-Paraná                                     |                                                                             |
|                           |           | Reporte   | William Amendoim 14' | Asistencia: 3 357 espectadores Árbitro(s): Angleison Marcos Vieira Monteiro | Asistencia: 3 357 espectadores Árbitro(s): Angleison Marcos Vieira Monteiro |

| 20 de mayo, 15:00 (UTC-4) | Porto Velho | 0:0 | Ji-Paraná | Estadio Aluízio Ferreira, Porto Velho |  |

| Bandera del estado de Rondonia |
| Campeón                        |
| Porto Velho 3.er título        |

## Clasificación final
| Pos. | Equipo           | Pts. | PJ | G | E | P | GF | GC | Dif. | Clasificación                                        |
| ---- | ---------------- | ---- | -- | - | - | - | -- | -- | ---- | ---------------------------------------------------- |
| 1.°  | Porto Velho (C)  | 23   | 11 | 7 | 2 | 2 | 16 | 7  | +9   | Copa de Brasil 2024, Copa Verde 2024 y Serie D 2024. |
| 2.°  | Ji-Paraná        | 19   | 13 | 5 | 4 | 4 | 13 | 9  | +4   | Copa de Brasil 2024.                                 |
| 3.°  | Real Ariquemes   | 18   | 11 | 5 | 3 | 3 | 14 | 8  | +6   |                                                      |
| 4.°  | União Cacoalense | 16   | 9  | 5 | 1 | 3 | 11 | 7  | +4   |                                                      |
| 5.°  | Guaporé          | 10   | 7  | 3 | 1 | 3 | 5  | 4  | +1   |                                                      |
| 6.°  | Vilhenense       | 9    | 7  | 2 | 3 | 2 | 4  | 6  | −2   |                                                      |
| 7.°  | Genus            | 4    | 7  | 1 | 1 | 5 | 4  | 15 | −11  |                                                      |
| 8.°  | Rondoniense      | 1    | 7  | 0 | 1 | 6 | 1  | 12 | −11  | Segunda División 2023.                               |

Reglas de clasificación: 1) Puntos; 2) Partidos ganados; 3) Diferencia de gol; 4) Goles anotados; 5) Enfrentamiento directo entre los equipos en cuestión; 6) Menor cantidad de tarjetas rojas; 7) Menor cantidad de tarjetas amarillas; 8) Sorteo.